# Der Händler der vier Jahreszeiten
Der Händler der vier Jahreszeiten (en alemany el mercader de les quatre estacions) és una pel·lícula alemanya del 1972 escrita i dirigida per Rainer Werner Fassbinder i protagonitzada per Hans Hirschmüller i Irm Hermann. La trama segueixl a vida d'un fruiter de Múnic en la dècada del 1950 que acaba arran de l'abisme per una societat indiferent.
El títol deriva d'una expressió francesa per als venedors de fruites i verdures, un marchand des quatre-saisons. La pel·lícula explora qüestions com els prejudicis de classe, violència domèstica, infidelitat, discòrdia familiar, depressió i comportament autodestructiu.

## Sinopsi
Munic, dècada del 1950. Menystingut per la seva família, Hans es va unir a la Legió Estrangera Francesa. Posteriorment, va ser reclutat per la Policia, que el va acomiadar després d'una mala conducta. Per sobreviure, ven fruita als mercats amb la seva dona. Això el brutalitza, i decideix divorciar-se. Però és víctima d'un atac de cor i la parella, reformada, decideix contractar personal. Els negocis no eren dolents, però Hans cau en una profunda depressió. Mor en un cafè, per haver begut massa alcohol, davant dels seus amics i la seva dona.

## Repartiment
- Hans Hirschmüller: Hans Epp
- Irm Hermann: Irmgard Epp
- Hanna Schygulla: Anna Epp, germana de Hans
- Heide Simon: Heide, germana de Hans
- Kurt Raab: Kurt
- Andrea Schober: Renate Epp, filla de Hans i Irmgard
- Gusti Kreissl: La mare de Hans
- Ingrid Caven: El gran amur de Hans
- Peter Chatel: Dr. Harlach
- Klaus Löwitsch: Harry Radek
- Karl Scheydt: Anzell
- Elga Sorbas: Mariele Kosemund, prostituta
- Lilo Pempeit: Client
- Walter Sedlmayr :Venedor
- Daniel Schmid: 1er candidat
- Harry Baer: 2n candidat
- Michael Fengler: Playboy
- Hark Bohm: Cap de la policia
- El Hedi ben Salem, Marian Seidowsky, Peter Gauhe, Sigi Grauer, Jürgen Prochnow, Rainer Werner Fassbinder.

## Recepció
Der Händler der vier Jahreszeiten va suposar un punt d'inflexió en la carrera de Fassbinder, que va marcar la seva entrada a l'àmbit internacional del cinema. Els crítics de cinema la consideren una de les millors pel·lícules de Fassbinder. Al lloc web Rotten Tomatoes té una qualificació del 92%. Fou seleccionada a la 33a Mostra Internacional de Cinema de Venècia.

## Llançament de DVD
La pel·lícula es va estrenar en DVD als Estats Units el 9 de juliol de 2002 en alemany amb subtítols en anglès.